# Schaatsen op de Olympische Winterspelen 2014 - 5000 meter mannen
De 5000 meter mannen op de Olympische Winterspelen 2014 vond plaats op zaterdag 8 februari 2014 in de Adler Arena in Sotsji, Rusland.
Sven Kramer verdedigde met succes zijn titel en deed dat ook in een olympisch record. Jorrit Bergsma probeerde Kramer van het goud af te houden maar zakte in de slotrondes in elkaar en moest genoegen nemen met het brons omdat Jan Blokhuijsen nog onder de tijd van Bergsma kwam.

## Tijdschema
| Datum      | Lokale tijd | MET   |
| ---------- | ----------- | ----- |
| 8 februari | 15:30       | 12:30 |

## Records
Records voor aanvang van de Spelen in 2014.
| Titelverdediger  | Sven Kramer | NED | 6.14,60 | Vancouver         |
| Wereldrecord     | Sven Kramer | NED | 6.03,32 | Calgary           |
| Olympisch record | Sven Kramer | NED | 6.14,60 | Vancouver         |
| Baanrecord       | Sven Kramer | NED | 6.14,41 | WK afstanden 2013 |

## Statistieken

### Uitslag
| #      | Naam                   | Land | Tijd    | Verschil |
| ------ | ---------------------- | ---- | ------- | -------- |
| Goud   | Sven Kramer            | NED  | 6.10,76 | OR/BR    |
| Zilver | Jan Blokhuijsen        | NED  | 6.15,71 | + 4,95   |
| Brons  | Jorrit Bergsma         | NED  | 6.16,66 | + 5,90   |
| 4      | Bart Swings            | BEL  | 6.17,79 | + 7,03   |
| 5      | Sverre Lunde Pedersen  | NOR  | 6.18,84 | + 8,08   |
| 6      | Denis Joeskov          | RUS  | 6.19,51 | + 8,75   |
| 7      | Ivan Skobrev           | RUS  | 6.19,83 | + 9,07   |
| 8      | Patrick Beckert        | GER  | 6.21,18 | + 10,42  |
| 9      | Håvard Bøkko           | NOR  | 6.22,83 | + 12,07  |
| 10     | Moritz Geisreiter      | GER  | 6.24,79 | + 14,03  |
| 11     | Aleksandr Roemjantsev  | RUS  | 6.24,93 | + 14,17  |
| 12     | Lee Seung-hoon         | KOR  | 6.25,61 | + 14,85  |
| 13     | Jan Szymański          | POL  | 6.26,35 | + 15,59  |
| 14     | Shane Dobbin           | NZL  | 6.26,90 | + 16,14  |
| 15     | Dmitri Babenko         | KAZ  | 6.28,26 | + 17,50  |
| 16     | Emery Lehman           | USA  | 6.29,94 | + 19,18  |
| 17     | Andrea Giovannini      | ITA  | 6.30,84 | + 20,08  |
| 18     | Ewen Fernandez         | FRA  | 6.31,08 | + 20,32  |
| 19     | Jonathan Kuck          | USA  | 6.31,53 | + 20,77  |
| 20     | Patrick Meek           | USA  | 6.32,94 | + 22,18  |
| 21     | Alexej Baumgärtner     | GER  | 6.34,34 | + 23,58  |
| 22     | Mathieu Giroux         | CAN  | 6.35,77 | + 25,01  |
| 23     | Sebastian Druszkiewicz | POL  | 6.37,16 | + 26,40  |
| 24     | Kim Cheol-min          | KOR  | 6.37,28 | + 26,52  |
| 25     | Simen Spieler Nilsen   | NOR  | 6.42,47 | + 31,71  |
| 26     | Shane Williamson       | JPN  | 6.42,88 | + 32,12  |

### Startlijst
| Rit | Binnenbaan             | Buitenbaan            |
| --- | ---------------------- | --------------------- |
| 1   | Sebastian Druszkiewicz | Patrick Meek          |
| 2   | Mathieu Giroux         | Jan Szymański         |
| 3   | Ewen Fernandez         | Andrea Giovannini     |
| 4   | Shane Williamson       | Kim Cheol-min         |
| 5   | Alexej Baumgärtner     | Simen Spieler Nilsen  |
| 6   | Moritz Geisreiter      | Håvard Bøkko          |
| 7   | Emery Lehman           | Denis Joeskov         |
| 8   | Ivan Skobrev           | Shane Dobbin          |
| 9   | Dmitri Babenko         | Aleksandr Roemjantsev |
| 10  | Jonathan Kuck          | Sven Kramer           |
| 11  | Jorrit Bergsma         | Sverre Lunde Pedersen |
| 12  | Jan Blokhuijsen        | Bart Swings           |
| 13  | Patrick Beckert        | Lee Seung-hoon        |

1924 · 
1928 · 
1932 · 
1936 · 
1948 · 
1952 · 
1956 · 
1960 · 
1964 · 
1968 · 
1972 · 
1976 · 
1980 · 
1984 · 
1988 · 
1992 · 
1994 · 
1998 · 
2002 · 
2006 · 
2010 · 
2014 ·
2018 ·
2022